# Wa (Japon)
Wa (倭, « Japon, japonais », du chinois : 倭 ; pinyin : wēi, wō ou wǒ, qui a donné en coréen hangeul : 왜, romanisation révisée : wae) est le  nom du Japon le plus anciennement connu. Le caractère 倭 est formé par le radical « personne » 亻 : rén en chinois mandarin, et d'un élément qui a une fonction phonétique, 委, wěi en chinois mandarin, ou wa en japonais, qui a deux sens : « charger », « mandater », ou bien « rejeter », ce dernier caractère est composé d'une femme (女), sous une céréale (禾).

Sinogramme pour wēi, wō ou wǒ en mandarin ou wa en japonais, formé par le radical « personne » 亻, et d'un élément qui a une fonction phonétique, 委.

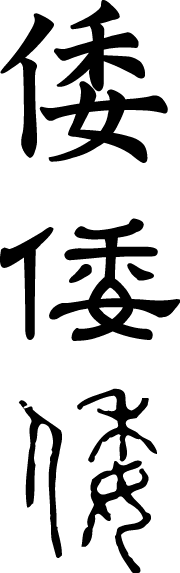
Wo (倭) en écritures kaishu, cléricale et de sceau (de haut en bas).

En chinois, le terme 倭, signifie également « nain ».
Les scribes chinois, coréens et japonais écrivaient régulièrement Wa ou Yamato « Japon » avec le sinogramme 倭 jusqu'au VIIIe siècle, lorsque les Japonais, le remplacèrent par 和 (hé en mandarin, wa en japonais) : « harmonie », « paix », composé du radical de la céréale (禾) et de la bouche (口). En chinois, ce terme a un deuxième sens : prononcé en mandarin, huò, il signifie alors pétrir, mêler, mélanger.